# Rumbek North
Rumbek North – hrabstwo w Sudanie Południowym, w stanie Lakes. W 2008 roku liczyło 43 410 mieszkańców (19 015 kobiet i 24 395 mężczyzn) w 5316 gospodarstwach domowych. Dzieli się na 6 mniejszych jednostek administracyjnych zwanych payam:
- Aloor
- Madol
- Malueeth
- Maper
- Mayen
- Wun-Rieng